# متلازمة تشارج
متلازمة تشارج (بالإنجليزية: CHARGE syndrome): هي متلازمة نادرة بسبب اضطراب وراثي. استخدم الاختصار تشارج لأول مرة عام 1979 للأطفال حديثي الولادة الذين لديهم سمات خلقية في العين معروفة باسم الكولوبوما -وهي ثقب في أحد الأنسجة داخل العين- أو تشوهات القلب أو رتق (انسداد) أحد الممرات الأنفية، أو تأخر النمو (تطور المهارات) وتشوهات الأعضاء التناسلية و/ أو البولية، وتشوهات الأذن والصمم. 
لم تعد تُستخدم هذه السمات في تشخيص متلازمة تشارج، ولكن ظل الاسم مستخدمًا. تحدث في حوالي ثلثي الحالات بسبب طفرة سي إتش دي 7، وتحدث فقط في 0.1-1.2 لكل 10000 طفل مولود؛ فكان عام 2009 السبب الرئيس للعمى الخلقي في الولايات المتحدة. 

## التركيب الجيني
تُعرف متلازمة تشارج سابقًا باسم تشارج الترابطي، ما يشير إلى وجود نمط غير عشوائي من الحالات الشاذة الخلقية التي تحدث معًا بشكل متكرر أكثر مما يتوقعه المرء على أساس الصدفة. تظهر سمات المتلازمة المعروفة بنسبة 100% عند عدد قليل جدًا من الأشخاص الذين لديهم هذه المتلازمة. 
في عام 2004، عثِر على طفرات في جين سي إتش دي 7 (الموجود في الكروموسوم 8) في 10 من أصل 17 مريضًا في هولندا، ما يجعل من تشارج متلازمة رسمية. ظهرت دراسة أُجريت في الولايات المتحدة عام 2006 على 110 أفراد يعانون من متلازمة تشارج أن 60% من الذين خضعوا للتجربة لديهم طفرة في جين سي إتش دي 7. 
في عام 2010، وجدت مراجعة 379 حالة شُخصت سريريًا لمتلازمة تشارج، التي أجريت فيها اختبارات طفرة سي إتش دي7 أن 67٪ من الحالات كانت بسبب طفرة سي إتش دي7. سي إتش دي7 هو أحد البروتينات المعروفة بالبروتينات الرابطة للحمض النووي (سي إتش دي) التي تلعب دورًا في تنظيم النسخ عن طريق تغيير بنية الكروماتين.

## التشخيص
يكون تشخيص متلازمة تشارج صعبًا غالبًا؛ لأنها نادرة الحدوث. يتطلب تشارج العديد من التخصصات، وعلى هذا النحو، يمكن تشخيصه من قبل طبيب الأطفال أو جراح الفم والوجه والفكين أو اختصاصي الأنف والأذن والحنجرة أو اختصاصي طب الغدد الصماء أو اختصاصي أمراض القلب أو اختصاصي أمراض المسالك البولية أو اختصاصي تطوير المهارات أو اختصاصي الأشعة أو اختصاصي أمراض وراثية وجينية أو اختصاصي العلاج الطبيعي أو اختصاصي العلاج الطبيعي للحالات الخاصة التي لديها مشاكل جسدية أو عقلية أو اختصاصي التحدث والنطق أو اختصاصي تقويم العظام.

### علامات مساعدة في التشخيص
على الرغم من أن الاختبارات الجينية تحدد بشكل إيجابي قرابة ثلثي الأطفال المصابين بمتلازمة تشارج، ما يزال التشخيص السريري يُطبق إلى حد كبير. تُحدد العلامات التالية لدى الأطفال المصابين بهذه المتلازمة، ولكن لم تعد تُستخدم لإجراء التشخيص وحده.
وتشمل:
- كولوبوما العين، تشوهات الجهاز العصبي المركزي.
- عيوب في القلب.
- انسداد أحد الممرات الأنفية.
- تأخر النمو و/ أو تطور الأعضاء.
- تشوهات الأعضاء التناسلية و/ أو البولية (قصور الغدد التناسلية والخصيتان غير المتدليتين بالإضافة إلى الإحليل التحتي).
- تشوهات الأذن و/ أو الصمم، والأذن المقعرة بشكل غير طبيعي.

### الاختبارات الجينية
يتضمن الاختبار الجيني لمتلازمة تشارج اختبارات محددة لجين سي إتش دي 7. يتاجح الاختبار في معظم المختبرات الجينية الرئيسة. لا تدفع شركات التأمين في بعض الأحيان مقابل هذه الاختبارات الجينية، على الرغم من أن هذا يتغير بسرعة، أصبحت الاختبارات الجينية مطلوبة في جميع المجالات الطبية. متلازمة تشارج تشخيص سريري، ما يعني أن الاختبارات الجينية ليست مطلوبة لإجراء التشخيص. بدلًا من ذلك، يمكن التشخيص على أساس السمات السريرية وحدها.

### فحص الأعضاء الأخرى
بمجرد إجراء التشخيص بناءً على علامات سريرية، يجب التحقق من أجهزة الجسم الأخرى التي قد تكون مرتبطة بتشخيص المتلازمة. على سبيل المثال، إذا شُخص بناءً على الشكل غير الطبيعي للأذنين وتأخر النمو، وجب التحقق من السمع والرؤية والقلب والأنف والجهاز البولي التناسلي للطفل. يجب أن يحصل كل طفل شُخص حديثًا بمرض تشارج على تقييم كامل من قبل اختصاصي الأنف والأذن والحنجرة واختصاصي السمع واختصاصي طب العيون واختصاصي أمراض قلب الأطفال واختصاصي تطوير المهارات واختصاصي أمراض المسالك البولية للأطفال؛ للحصول على تشخيص مثالي.

## العلاج
قد يعاني الأطفال المصابون بمتلازمة تشارج من بعض الحالات الطبية التي تهدد حياتهم، لكن مع الرعاية الطبية المتقدمة، يمكن لهؤلاء الأطفال البقاء على قيد الحياة، ويمكن أن ينجحوا بدعم من فريق متعدد التخصصات من المهنيين الطبيين. يجب أن تأخذ العلاجات والتعليم (رفع الوعي حول المرض) ضعف السمع ومشاكل الرؤية وأي مشاكل أخرى بعين الاعتبار. يُعد التدخل المبكر مثل العلاج الوظيفي واللغة والكلام وتحسين الوقوف في وضع الثبات والمشي ومهارات الرعاية الذاتية، أمرًا مهمًا. يمكن أن يقل ذكاء الأطفال المصابين بمشاكل صحية متعددة، مثل الصمم والعمى المركب، في غياب التدخل المبكر.

### التعليم
سيختلف الأطفال الذين يعانون من متلازمة تشارج اختلافًا كبيرًا في قدراتهم في التحصيل الدراسي، فقد يحتاج البعض إلى القليل من الدعم، بينما قد يحتاج البعض الآخر إلى دعم طوال الوقت وبرامج فردية. يعد أخذ كل من أنظمة الجسم المتأثرة في الاعتبار أمرًا حيويًا لنجاح الطفل في البيئة التعليمية. تتمثل إحدى الخطوات المهمة في التعامل مع السلوكيات غير الطبيعية في فهم سبب حدوثها ومساعدة الطفل على تعلم طرق أكثر ملاءمة للتواصل. قبل بلوغ الطفل 18 عاما (أو سن البلوغ في بلده)، يجب العثور على أطباء ومتخصصين يتتبعون الطفل خلال مرحلة البلوغ.

## علم الأوبئة
يقدر معدل الإصابة بين 0.1 و1.2 لكل 10000 مولود، على الرغم من أن التقدير الحقيقي غير معروف. اعتبارًا من عام 2005، عثِر على أعلى معدل انتشار في كندا ويقدر بنحو 1 من بين 8500 مولودًا.

## التاريخ المرضي لمتلازمة تشارج
وصف د. هول لأول مرة تشارج المترابطة في ورقة بحثية نُشرت عام 1979 تضم حوالي 17 طفلًا ولدوا مع انسداد أحد الممرات التنفسية. خلال نفس العام، وصفت الطبيبة هيتنر 10 أطفال يعانون من انسداد أحد الممرات التنفسية وكذلك الكولوبوما، وعيب خلقي في القلب وفقدان للسمع. باستخدام كل من الكولوبوما أو انسداد أحد الممرات التنفسية وبعض التشوهات المميزة الأخرى ذات الصلة، صاغت الطبيبة باغون أولًا اختصار تشارج في عام 1981 للتأكيد على أن هذه المجموعة من التشوهات المرتبطة حدثت معًا.
لقد عُرف على أنه متلازمة تحت مظلة التشارج المترابطة: وهي مجموعة من العلامات العشوائية التي تظهر معًا. نظرًا لأن العلامات التي تظهر في تشارج ناتجة عن شذوذ وراثي، تغيّر اسمه في النهاية إلى (متلازمة تشارج).